# نيلس كيير
نيلس كيير (بالنرويجية البوكمول: Nils Kjær)‏ هو كاتب نرويجي، ولد في 11 سبتمبر 1870 في هولمستراند في النرويج، وتوفي في 9 فبراير 1924 في أوسلو في النرويج.